# Irmologion

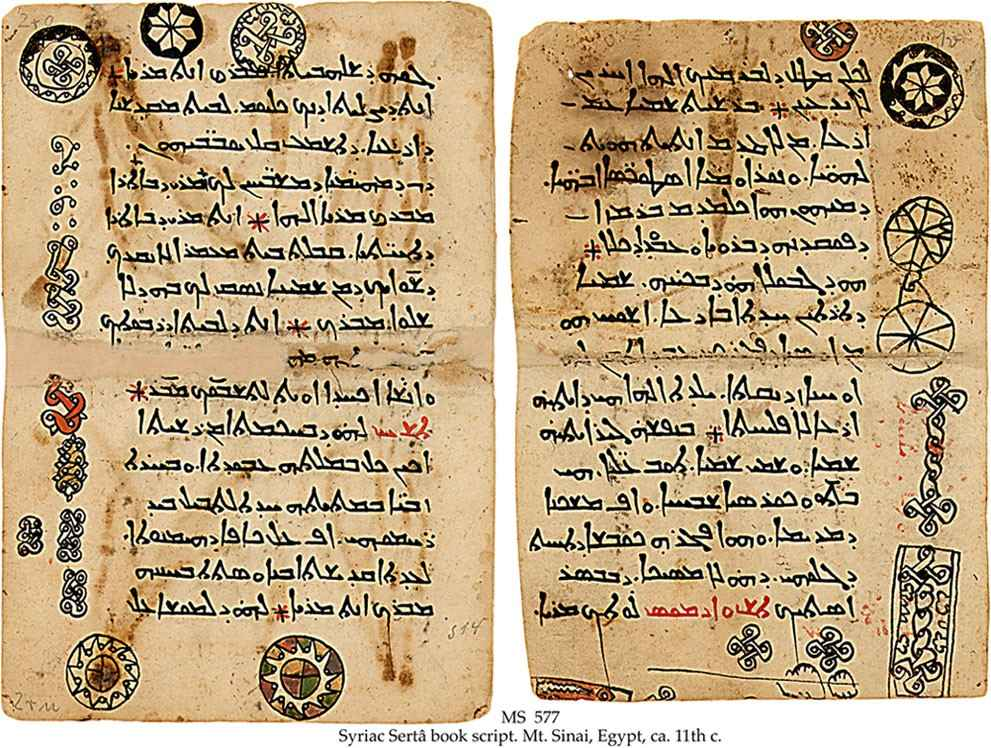
Tropligin, (uso melquita). Se representan Irmos 705-709 (guion del libro siríaco Sertâ. Siglo XI, Monasterio de Santa Catalina, Monte Sinaí. Ahora parte de la Colección Schøyen, MS 577.

El Irmologion, en griegoτὸ εἱρμολόγιον, en latín heirmologion, es un libro litúrgico de la Iglesia ortodoxa y de aquellas Iglesias católicas orientales que siguen el Rito bizantino. Contiene irmoi, en griego οἱ εἱρμοί, organizados en secuencias de odas griego αἱ ᾠδαὶ, sg. griego ἡ ᾠδή y a tal secuencia se le llamó canon, en griegoὁ κανών} 'ley'. Estos cánones de nueve, ocho, cuatro o tres odas se supone que se cantan durante el servicio de la mañana (Orthros). El libro Irmologion deriva de heirmos (griego ὁ εἱρμός) que significa 'enlace'. El latín 'irmos' es un modelo melódico que precedió a la composición de las odas. Según la etimología, el libro 'recoge' (griego 'λογεύω', en  griego-latino logeuō) las  griego-latino 'irmoi'.

## Los irmos melódicos y las odas del canon y su uso durante el servicio matutino
Una parte importante de Maitines y otros servicios en la Iglesia Ortodoxa es el canon, un largo poema litúrgico dividido en nueve estrofas con una sofisticada métrica llamada oda. Cada oda y su metro prosódico se realiza según un determinado irmos, y en cuanto a su celebración durante el Orthros va seguida de troparia llamada akrosticha. A veces se cantan ciertos irmoi más largos que se denominan katabasiai por su melos descendente.
Las troparia que se cantan con el canon se realizan a partir de un libro de texto ( lector Menaion) según avtomela, pero los irmoi y katabasiae son cantados por el coro según el modelo de los irmoi. Como el Irmologion se inventó como un libro de canto provisto de notación musical, sólo contenía el menor número de irmoi con los textos que los identificaban. Los demás cánones y akrosticha solían recogerse en un libro de texto separado, y el incipit de un determinado heirmos o, en el caso de los troparia el avtomela, indicaba la melodía que debía aplicarse para la recitación de los himnos.
Desde la época bizantina, ya se desarrolló una forma solista el kalophonic para interpretar una sola oda determinada durante las fiestas religiosas más importantes, si la celebración se prolongaba más de lo habitual, pero el género se hizo aún más popular e innovador durante la época otomana siguiendo el ejemplo de Balasios el Sacerdote. La edición impresa del irmologion (1835) está dominada por compositores de la época otomana como Chrysaphes el Joven, Germanos de Nueva Patras, Balasios y generaciones posteriores como Petros Bereketis e incluso más tarde la escuela hyphos fundada por Panagiotes Halacoğlu y sus seguidores en la Nueva Escuela de Música del Patriarcado (Daniel el Protopsaltes, Petros Peloponnesios, Georgios de Creta).

## Historia

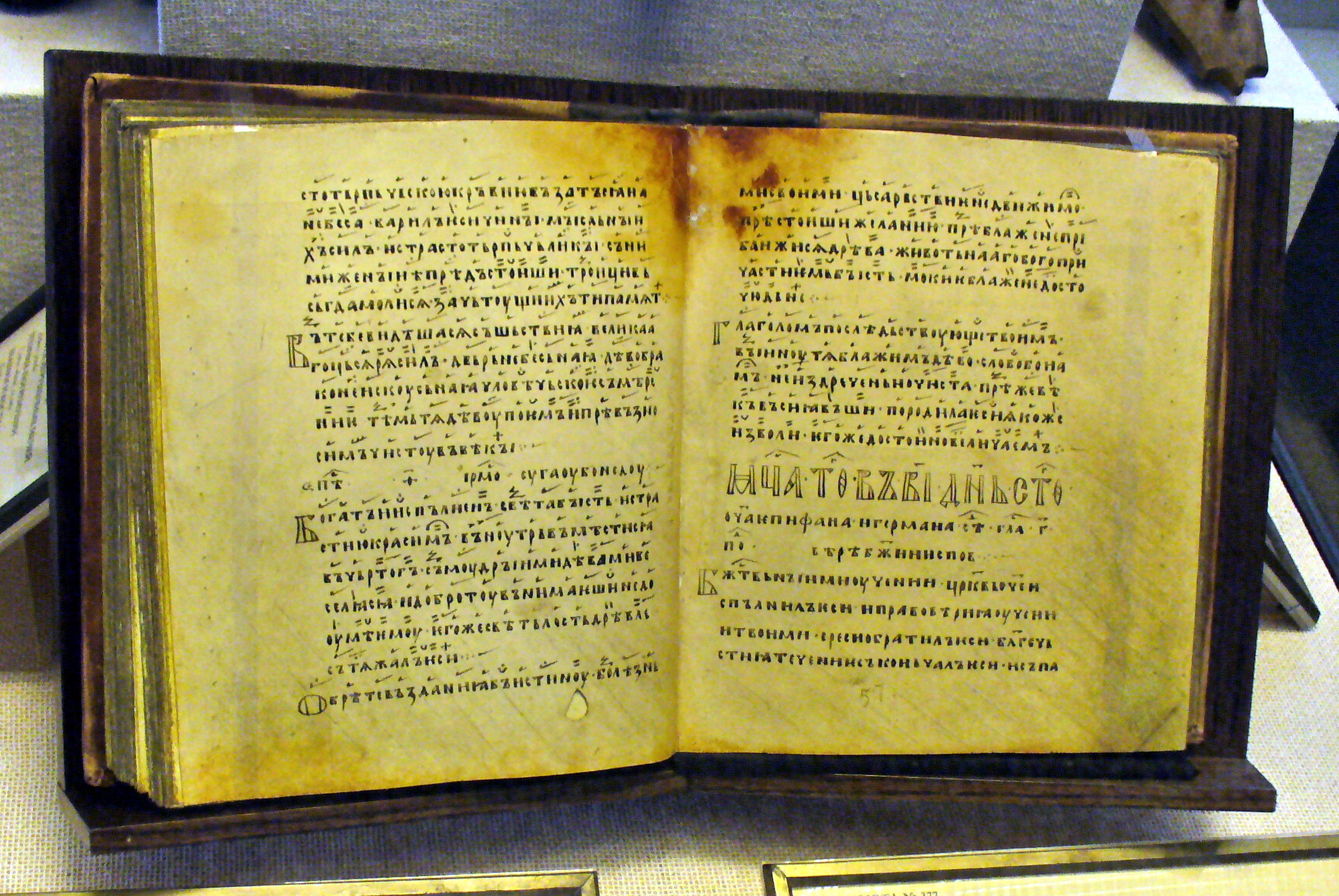
Mineya služebnaya con la página del 12 de mayo, fiesta de los Santos Padres Epifanio y Germano (RUS-Mim Ms. Sin. 166, f.57r)

Los manuscritos más antiguos que contenían cánones, eran tropologia que se componen según un orden calendárico. También había tipos como el georgiano Iadgari y el armenio Šaraknoc'. El libro Irmologion fue creado posteriormente como un libro de canto notado por los reformadores del Monasterio de Studion, aunque no todos los Irmologia tienen notación musical. En cuanto al repertorio tradicional de estos libros, se puede distinguir una edición de Studites en el Monasterio de Santa Catalina del Monte Sinaí.
El primer Irmologion anotado puede datarse en el siglo X en Bizancio. Una versión completa del Irmologion ruso, en eslavo eclesiástico incluye unos 1050 irmoi.
Los primeros ejemplos proporcionaban sólo el texto escrito; más tarde, se añadieron los "ganchos" y "estandartes" de Znamenny Chant sobre el texto. La primera edición impresa de un Irmologion anotado en Rusia, el Irmologiy notnago peniya, utilizando notación neumática (notas cuadradas) en un pentagrama, se publicó en 1772. Hoy en día, la mayoría de las Irmologías rusas se imprimen utilizando la notación musical moderna (con la excepción de algunas comunidades de Viejos Creyentes, que siguen utilizando los antiguos neumes znamenny), aunque en otros lugares, la notación música bizantina se utiliza casi universalmente.